# Two Worlds Collide
Two Worlds Collide è il terzo album del girl group australiano The McClymonts, pubblicato il 18 maggio 2012.

## Tracce
1. Two Worlds Collide – 3:35
2. The Easy Part – 3:30
3. Everybody's Looking to Fall in Love – 3:36
4. Piece of Me – 3:40
5. Sweet – 3:03
6. Where You Are – 3:45
7. Little Old Beat Up Heart – 3:49
8. Those Summer Days – 3:21
9. How Long Have You Known – 3:09
10. It Ain't Over – 3:30
11. Feel Like Coming Home – 5:03

## Classifiche
| Classifica (2012) | Posizione massima |
| ----------------- | ----------------- |
| Australia         | 7                 |